# 艾略特·史都華
艾略特·C·史都華（Elliot C. Stuart，1950年—），是一名前英格蘭男子羽球運動員。
艾略特·史都華在1972年和1974年代表英格蘭隊獲得歐洲冠軍。在個人項目方面，他在1972年與德瑞克·塔爾博特贏得歐錦賽男子雙打銀牌，以及1974年與蘇珊·惠特爾贏得歐錦賽混合雙打銀牌。1975年，他與諾拉·嘉德納一起贏得了全英羽球錦標賽混合雙打冠軍。他曾還在比利時國際賽、愛爾蘭公開賽、蘇格蘭公開賽、美國公開賽、葡萄牙國際賽、威爾斯國際賽和荷蘭公開賽中獲勝。